# Chiesa della Madonna di Odigitria
La chiesa della Madonna di Odigitria, meglio nota come dell'Itria, è un edificio religioso di Mineo.

## Storia
La chiesa fu fondata in epoca bizantina accanto ad una delle porte di città. Nel 1620 i Padri Minori Osservanti costruirono un convento proprio in prossimità della chiesa. Dopo alterne vicende nella seconda metà del XIX secolo i frati dovettero lasciarlo, e il cenobio nel 1888 fu trasformato in Ospedale civico, l'attuale Ospedale San Lorenzo. Da questo momento la chiesa non fece più parte del vecchio convento.
Nel 1913 fu oggetto di restauro ad opera del canonico Nolfo. L'aspetto attuale è grosso modo quello ottenuto da un nuovo restauro richiesto dopo il terremoto del 1959. La chiesa è ad una navata e custodisce tra i tanti tesori due statue in legno provenienti dalla chiesa di Santa Maria degli Angioli (una raffigurante Sant'Anna con Maria giovanetta e l'altra Maria SS. degli Angeli).
La chiesa dell'Itria è stata per decenni il cuore di un rione molto coeso e orgoglioso delle proprie peculiarità. La tradizione del Gioco dell'antenna, che fino degli anni '90 si svolgeva nel quartiere durante la festa della Bedda Matr'Aiutu (Maria Ausiliatrice), ne è stato per anni un simbolo tangibile.